# Monumento clasificado (Reino Unido)

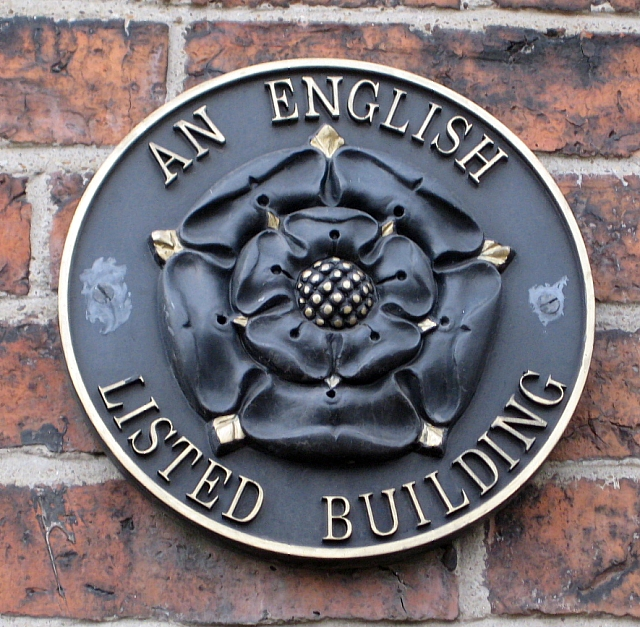
Placa con el símbolo de Listed Building de Inglaterra (Escocia, Irlanda del Norte y Gales tienen distintas variedades de este símbolo).

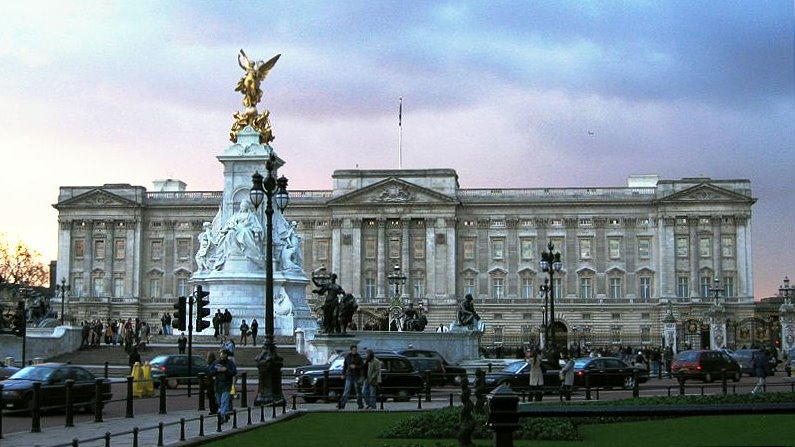
El Palacio de Buckingham, residencia oficial de la Familia Real Británica, y listado como Grado I en la clasificación inglesa.

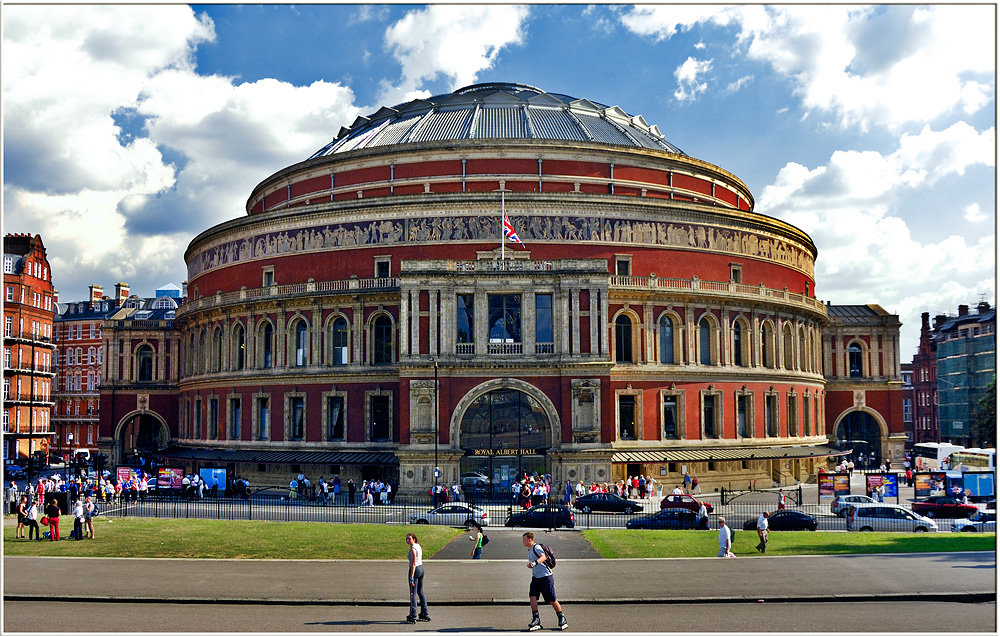
El Royal Albert Hall, uno de los edificios más emblemáticos de Londres.

Un monumento clasificado (en inglés: listed building) en el Reino Unido es un edificio que ha sido incluido en la Statutory List of Buildings of Special Architectural or Historic Interest (lit., «lista estatutaria de edificios de especial interés arquitectónico o histórico»). Es un estatus muy utilizado, ya que se aplica a cerca de medio millón de edificios. 
Un monumento clasificado, o edificio protegido, no podrá ser demolido, ampliado o modificado sin el permiso especial de la autoridad local de planificación (que suelen consultar al organismo pertinente del gobierno central, en especial para alteraciones significativas en los edificios más notables del patrimonio cultural). Esta exención es concedida a algunas iglesias que se utilizan actualmente para el culto, aunque en estos casos, la organización de la iglesia opera sus propios procedimientos. Los propietarios de edificios protegidos están, en su caso, obligados a su reparación y mantenimiento, y se pueden enfrentar a un proceso criminal si no lo hacen o no autorizan a que se realicen reparaciones. 
Aunque la mayoría de las estructuras que aparecen en las listas son edificios, existen otras estructuras como puentes, monumentos, esculturas, memoriales de guerra, e incluso piedras milenarias. Las estructuras antiguas, militares y deshabitadas (como Stonehenge) son algunas veces clasificadas como monumento planificado, y protegidos por legislaciones mucho más antiguas, mientras los paisajes culturales, como parques y jardines son actualmente listados en una forma no definida. En Inglaterra, este complejo sistema puede racionalizarse en el marco de la Heritage Protection Review (Control de la Protección del Patrimonio).

## Clasificación por países

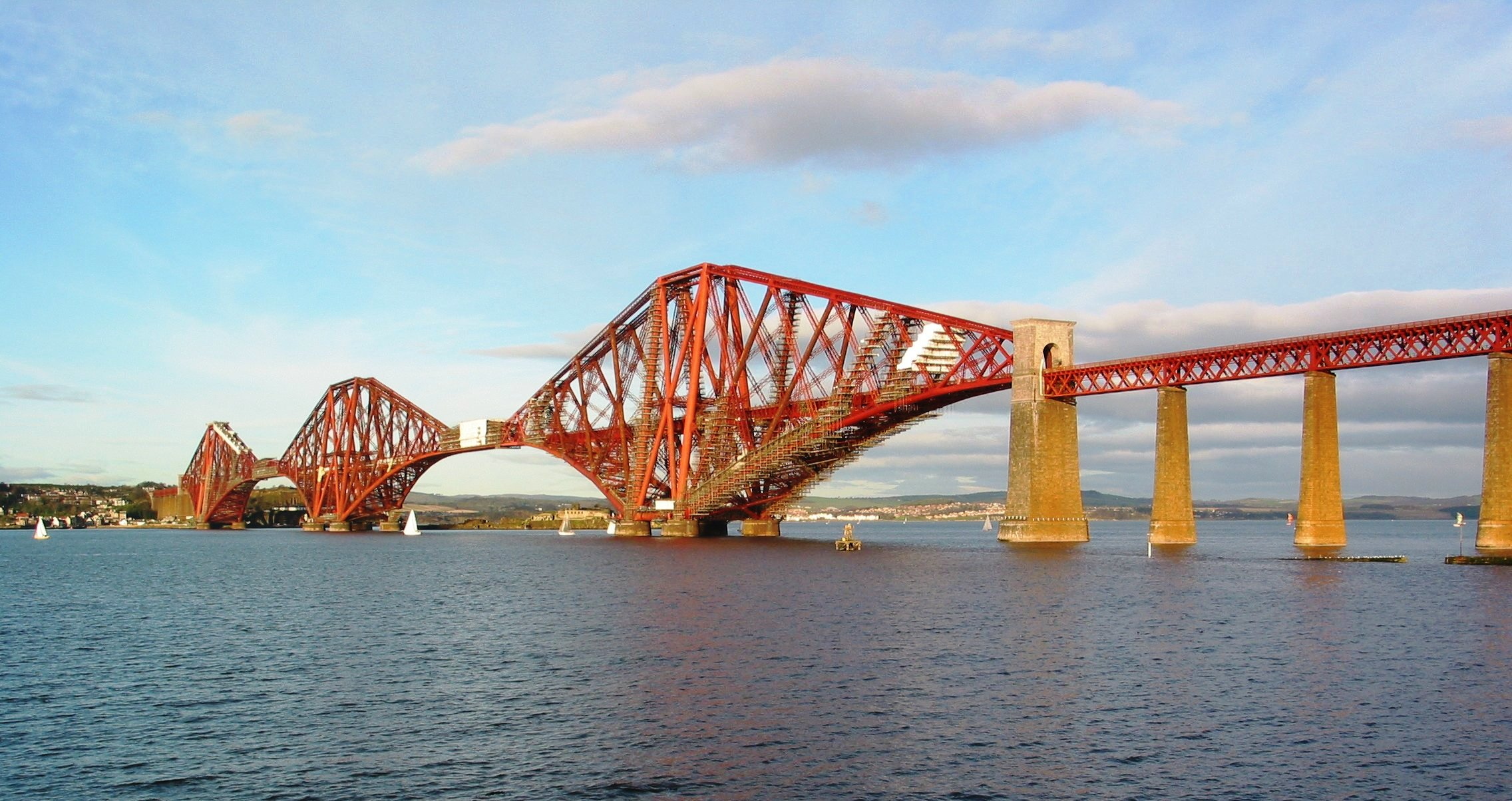
El Forth Rail Bridge, que atraviesa el Fiordo de Forth, en el este de Escocia.

### InglaterrayGales
- Grado I: Edificios de interés excepcional.[2]
- Grado II*: Edificios particularmente importantes o de especial interés.
- Grado II: Edificios de interés arquitectónico especial merecedores de todos los esfuerzos para su conservación.

### Irlanda del Norte
- Grado A: Edificios de importancia nacional y ejemplos supremos de un tipo específico.
- Grado B+: Edificios de importancia regional o edificios importantes que podrían formar parte del Grado A si no hubieran sido restaurados, o de menor calidad.
- Grado B1: Edificios de importancia local y buenos ejemplos de cierto estilo.
- Grado B2: Edificios de importancia local y buenos ejemplos de cierto estilo, pero de menor calidad que los de Grado B1

### Escocia
- Categoría A: Edificios de importancia nacional o internacional y ejemplos importantes de un estilo específico.
- Categoría B: Edificios de importancia regional y ejemplos notables de un estilo específico.
- Categoría C: Edificios de importancia local y ejemplos menores de un estilo específico.

## Monumentos listados

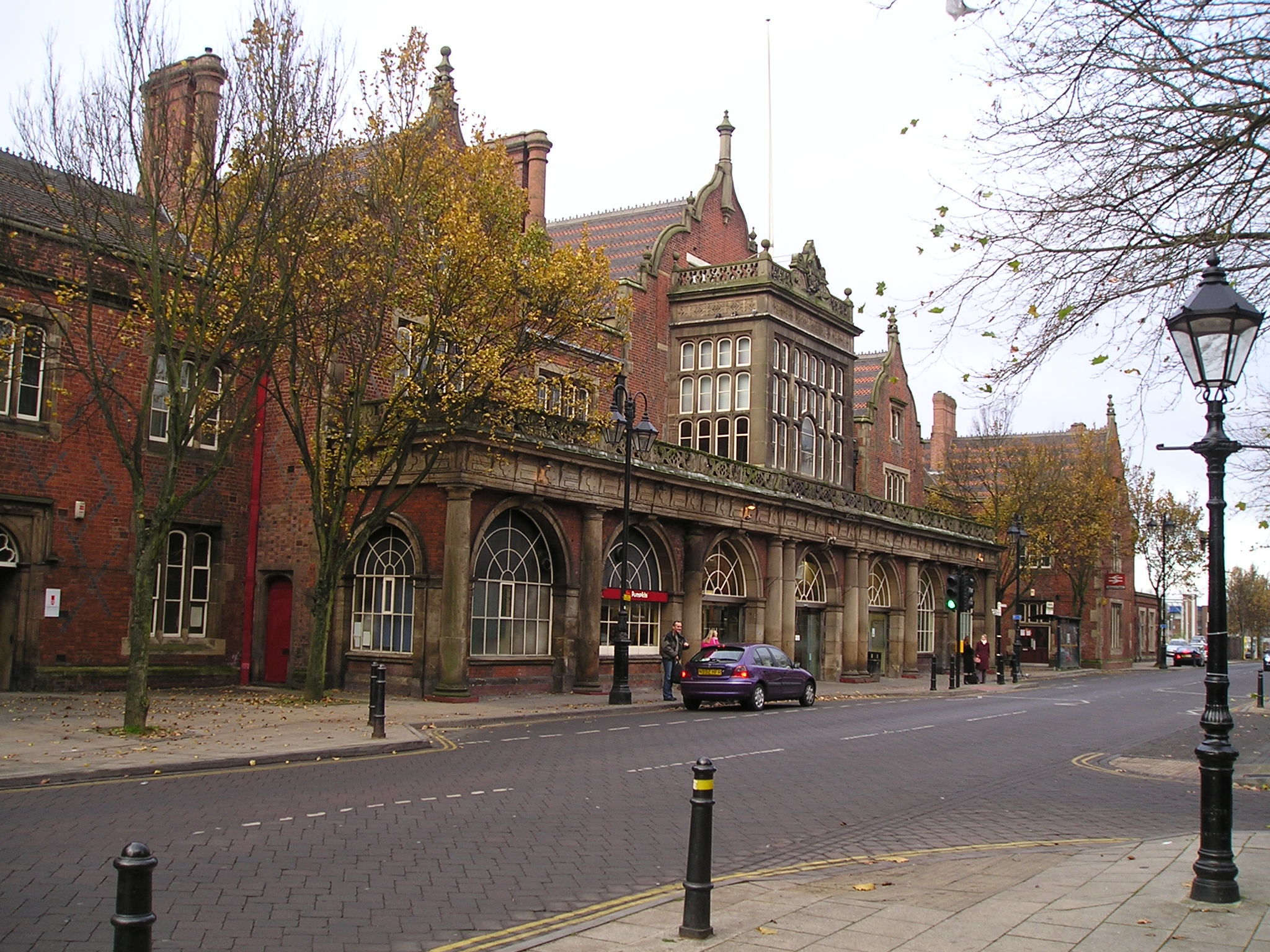
La Estación de ferrocarril de Stoke-on-Trent, en Stoke-on-Trent, calificada como edificio de Grado II*.

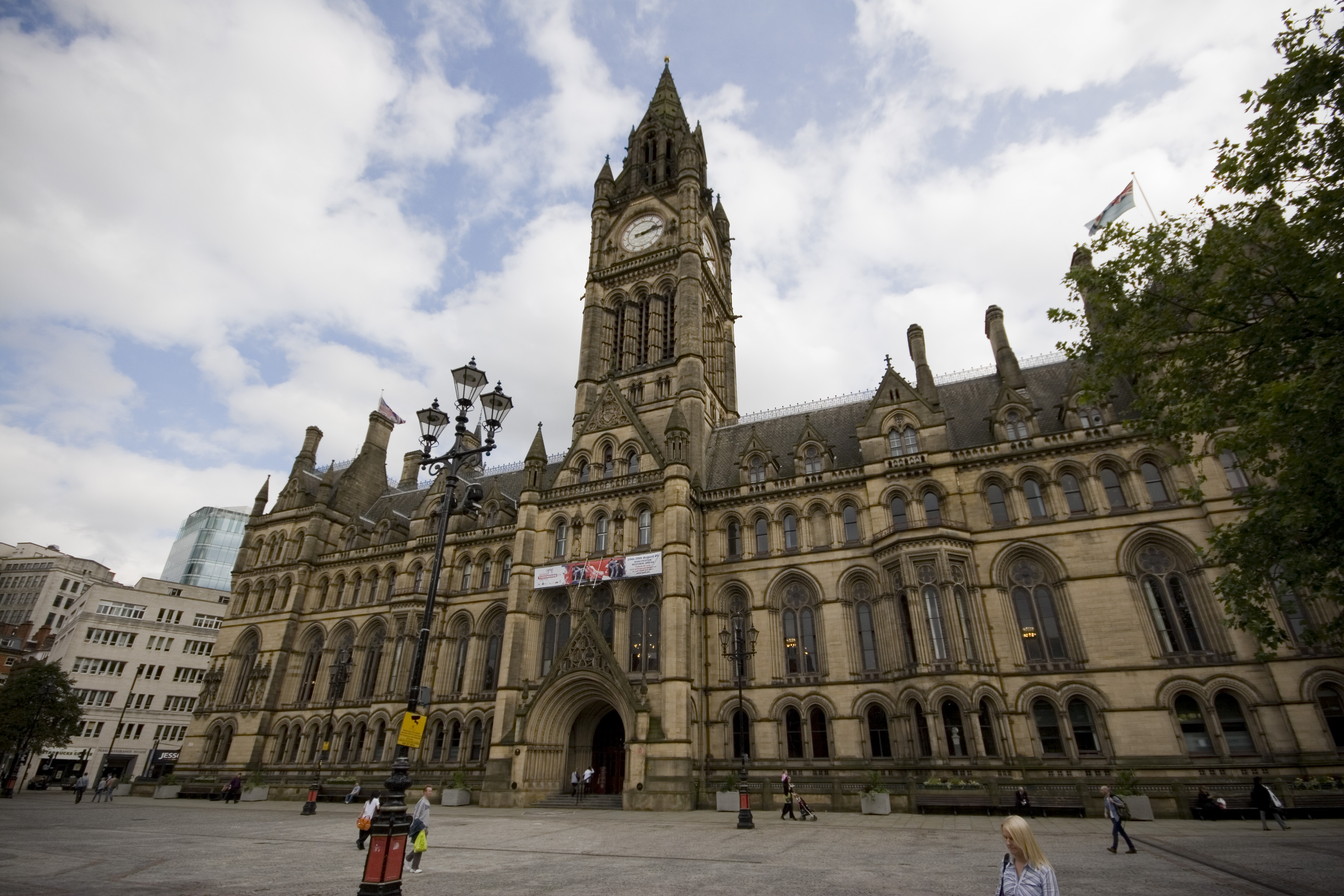
El Ayuntamiento de Mánchester, construido por Alfred Waterhouse en 1877 (Grado II*).

Estos son algunos ejemplos de monumentos listados:

### Grado I
- Arco del Almirantazgo
- Buckingham Palace
- Blackpool Tower
- Castillo de Caerphilly
- Castillo de Cardiff
- Castillo de Gwrych
- Catedral de York
- Clifton Suspension Bridge
- Judges Lodgings Museum
- Palacio de Westminster
- Royal Albert Hall
- Weston Park
- Wotton House
- Saltram House

### Grado II*
- Albert Bridge[3]
- Bank Hall
- Battersea Power Station
- Broadcasting House
- Coliseum Theatre
- Fort Belvedere[4]
- Middlesbrough Transporter Bridge
- Shibden Hall
- Estación de ferrocarril de Stoke-on-Trent
- Sunderland Empire Theatre
- Ayuntamiento de Mánchester
- The Portico Library

### Grado II
- Alexandra Palace
- Broomhill Pool
- BT Tower
- Whitechapel Bell Foundry